# Dioctria striata
Dioctria striata là một loài ruồi trong họ Asilidae. Dioctria striata được Theodor miêu tả năm 1980. Loài này phân bố ở vùng Cổ Bắc giới và châu Á.